# Pica (arma)

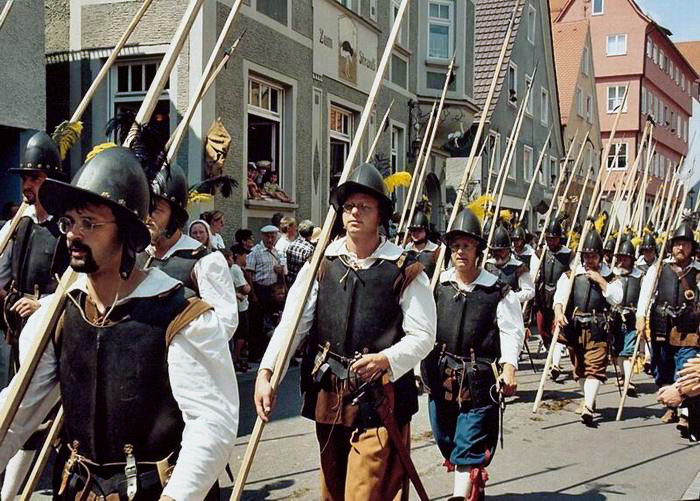
Reproducción moderna de un regimiento de piqueros.

La pica es un arma de asta de más de 3 metros - normalmente cuatro metros en sus versiones más extendidas - e incluso las hay de más de 5 metros. Muy usada por la infantería, en especial para hacer frente a los ataques y cargas con caballería. 
Las picas (sarisas en griego) fueron usadas por primera vez por los antiguos griegos, en las famosas falanges, que eran grandes cuadros formados por filas de piqueros, llamados "compañeros de a pie" ("pezhetairos"). Al final de la Edad Media reinventaron su uso los suizos, formando cuadros enormes de piqueros llamados esguizaros, apreciados mercenarios durante más de dos siglos. A comienzos de la Edad Moderna aparecieron variantes, siendo el modelo de los Tercios españoles el que se impuso.
De carácter claramente defensivo, la pica fue empleada sobre todo en tácticas defensivas o de cobertura: Para evitar cargas, frenar a la caballería o defender emplazamientos y posiciones.

## Construcción
Las picas son similares a una lanza, pero mucho más largas, midiendo normalmente entre tres y cuatro metros. A medida que se iban usando, las picas fueron ganando en tamaño, tanto de asta como de punta; las picas más largas podían superar los seis metros de longitud. Este tamaño requería una madera fuerte para su construcción, como por ejemplo el fresno, que se reforzaba a veces con dos tiras de hierro, una a cada lado del asta.

## Uso

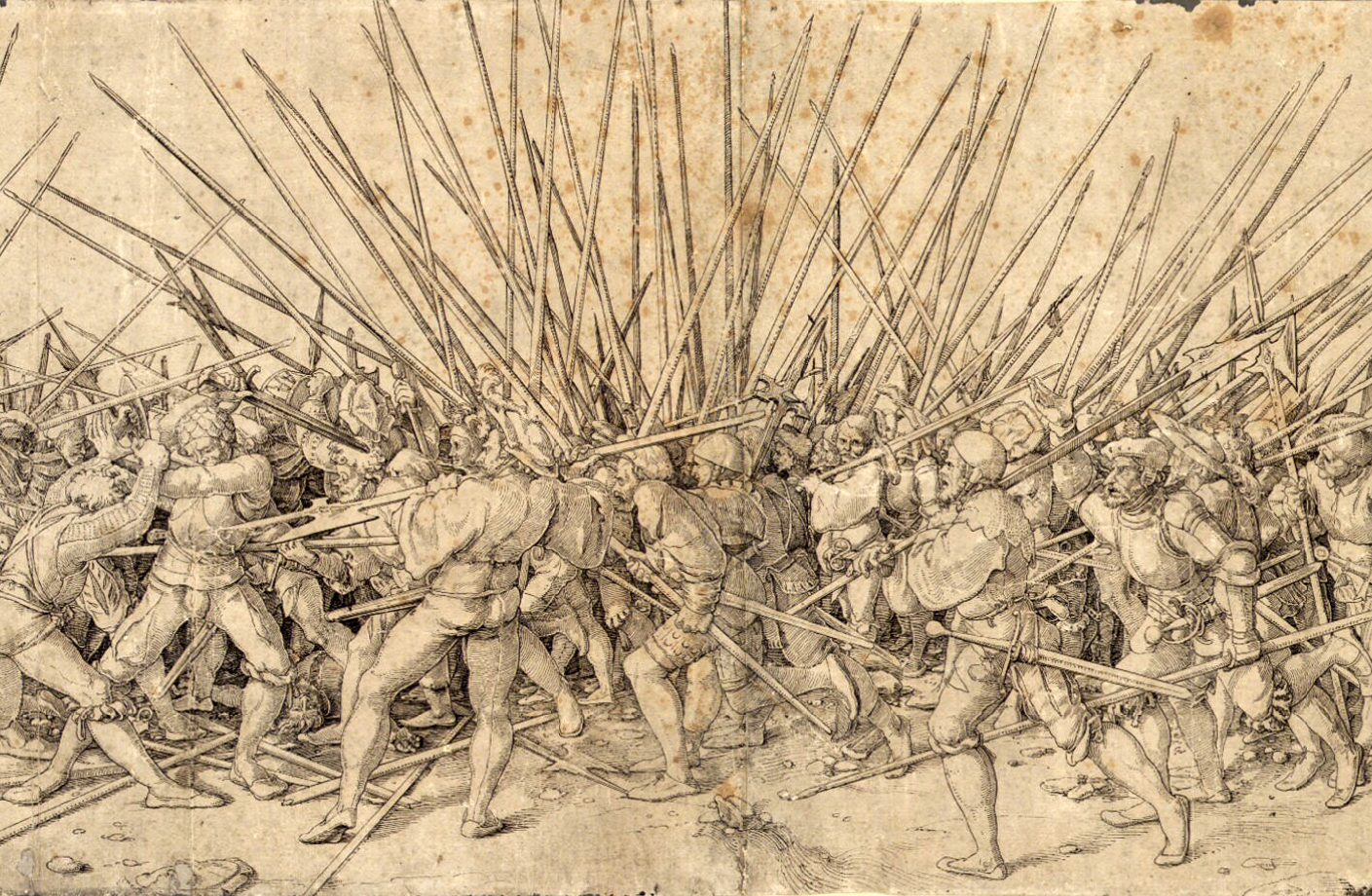
Piqueros suizos y lansquenetes luchan un "empuje de picas" durante las Guerras Italianas.

La formación pesada de piqueros renació en Suiza durante la Baja Edad Media, ya que ya había sido usada en la antigüedad para la formación de falanges en los ejércitos de Filipo II, padre de Alejandro Magno, aunque en aquella época la pica era llamada sarissa. Estas armas se empleaban para frenar las cargas de caballería, pues las largas picas actuaban a modo de muralla defensiva. Por ello, durante la Baja Edad Media y el Renacimiento, los piqueros formaban la parte defensiva de los ejércitos, mientras que la caballería formaba la parte más ofensiva. Debido al tamaño de la pica, ésta era prácticamente inútil en el combate cuerpo a cuerpo, por lo que los piqueros solían llevar alguna otra arma, como una espada. 
En el campo de batalla, las picas se utilizaban en formaciones de falange o de "erizo". Por ejemplo, los escoceses formaron regimientos llamados schiltrones para luchar contra la caballería pesada inglesa en la Batalla de Bannockburn en 1314. Los españoles desarrollaron los tercios, en la cual los arcabuceros protegían los flancos de la falange. Durante el siglo XVII, todavía se usaban grandes formaciones de piqueros, normalmente como protección de unidades de mosqueteros.
La ventaja de la pica era que, al ser tan larga, se podía hacer frente al enemigo con cuatro filas de picas a la vez. De esta forma, el enemigo no solo se estrellaba contra las lanzas de la primera fila del cuadro, sino que lo hacía contra las picas de las cuatro primeras filas. Además, al ser mayor su longitud que la de las lanzas de caballería, permitía parar las cargas de caballería, empalando al jinete antes de que este pudiera tocar a los piqueros. Debido a esto, para romper una formación de piqueros con una carga de caballería, se necesitaba asumir una verdadera carnicería. El punto débil de una formación de piqueros eran los flancos. Si el enemigo lograba cargar por atrás o un lado, la pesada formación de picas no podía sacar ventaja. Este problema lo solucionaban los antiguos griegos con unidades de apoyo que protegían los flancos.
Al ser una formación densa y lenta, también eran vulnerables a unidades de ataque a distancia. En la antigüedad, los hostigadores ilirios, armados con jabalinas y gracias a su movilidad destrozaron una falange griega, obligándola a adoptar sus propios hostigadores. En la Edad Moderna, los arcabuceros españoles destrozaron a tiros a los cuadros de picas suizos, imponiendo el uso de arcabuces con las picas.

## Pica en los Tercios españoles
En su libro Discurso sobre la forma de reducir la disciplina militar a mejor y antiguo estado, el maestre de campo Sancho de Londoño nos muestra cómo debía ser la pica y su manejo.
Según él debía existir dos tipos de picas, según su longitud: nos hallamos con picas de 26 palmos (más o menos 5,42 m de longitud) y luego picas de 20 palmos (más o menos 4,17 m de longitud), con esto podemos deducir que en el siglo XVI, ya existía una homologación en cuanto al arma al menos en el ejército español del siglo XVI y XVII.

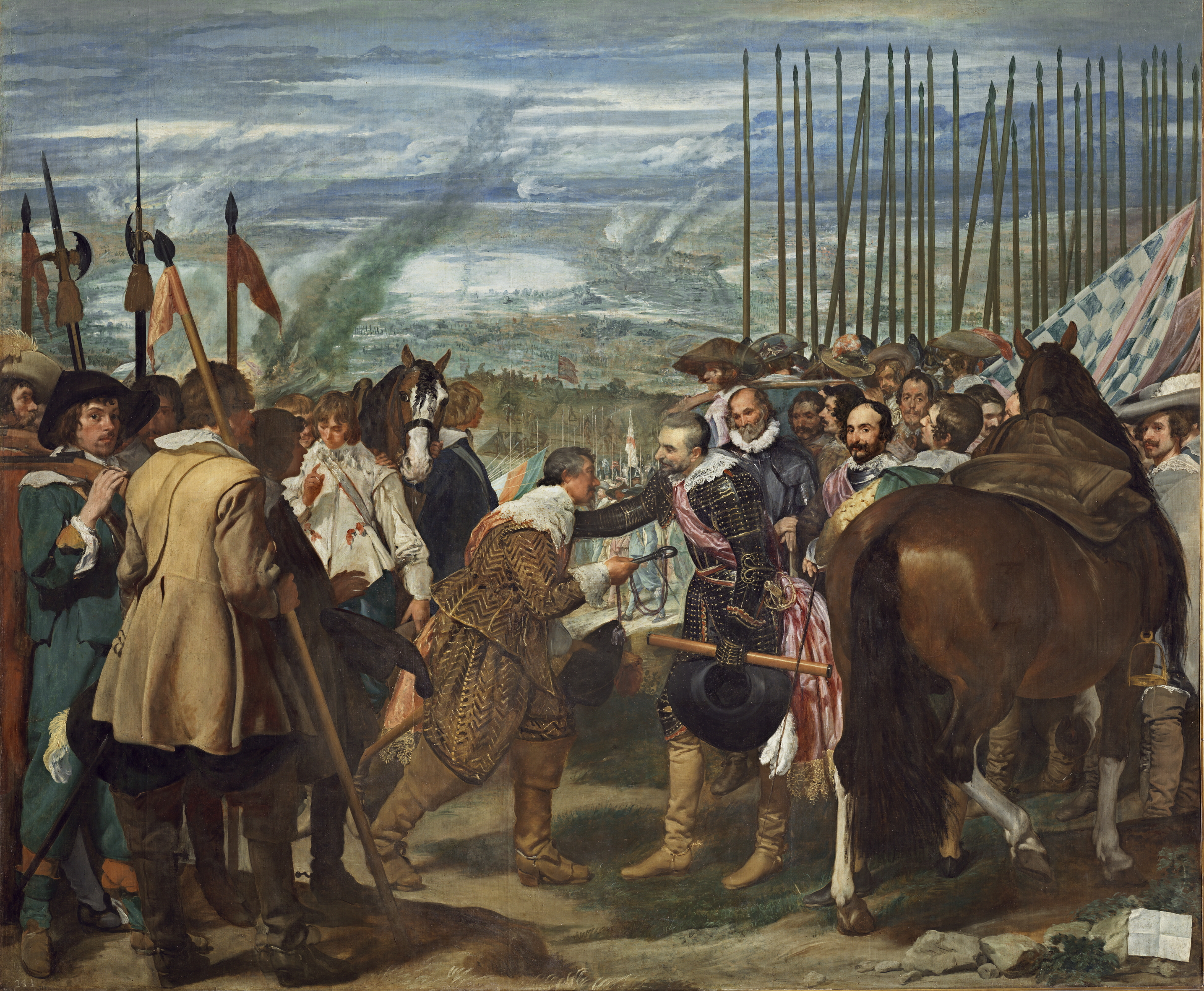
"La rendición de Breda" por Diego Velázquez. Ambrosio Spínola, comandante de los tercios españoles, recibiendo las llaves de la ciudad.

Sancho de Londoño nos enseña el manejo del arma: la pica debe llevarse, en la marcha, en el hombro; su peso debía ser considerable, y en aquellos tiempos, esforzar en demasía a los soldados era algo nocivo para la buena marcha del ejército. En el combate, inicialmente, la pica debe llevarse lo más cercana al pecho, cogida por la parte más inferior con la mano derecha, mientras la mano izquierda debía estar alineada con el hombro derecho, después, se ponía en la axila derecha; el soldado debería afirmar sobre el suelo el pie izquierdo para contener el golpe del enemigo y luego, adelantaría el pie derecho, moviendo el hombro y la axila derecha, de tal manera que el movimiento de vaivén sea tan fuerte que el golpe en el enemigo fuera mortal. En el combate, la distancia entre ellas debía ser la mínima posible, para que un hombre no pudiera pasar en medio. Sancho de Londoño nos advierte que solo se debe usar si la formación es atacada por caballería o un gran grupo de infantería.
Nos muestra, también, la formación de las compañías de picas del Tercio: las compañías debían de ser de 300 hombres, de los cuales 150 debían llevar coselete, y luego entre las pías, en primera línea debían estar los piqueros con la pica de 26 palmos y detrás, sucesivamente las picas de 20 palmos. Entre los piqueros se debe encontrar un grupo de piqueros desarmados (sin coselete, ya que armas también se refiere a la armadura) que debían llevar celada (solían ser unos 40), cuya misión era infiltrarse en posiciones enemigas junto a los arcabuceros y otorgarles protección más móvil allí donde los soldados con armadura serían ineficaces.

## Decadencia
El fin de las picas, al comienzo del siglo XVIII, se produjo cuando el mosquete, más potente que el arcabuz, pudo llevar bayoneta, sirviendo de lanza en caso de cuerpo a cuerpo, desplazando a las picas por la potencia de las armas de fuego. 
A finales del siglo XVII, las armas de fuego con bayonetas finalizaron la transición del arma de fuego y el arma de asta a una sola arma. Esta fusión, unida a la desaparición de la táctica de la carga de caballería en favor de las armas de fuego, fue el fin práctico de la pica. Sin embargo, la pica todavía fue usada en momentos puntuales, como en la rebelión irlandesa de 1798.
- Datos: Q220016
- Multimedia: Pikes / Q220016